# فلاديمير باكلان
فلاديمير باكلان Vladimir Baklan (ولد في 25 فبراير 1978) لاعب شطرنج أوكراني يحمل لقب أستاذ كبير.
- فاز ببطولة أوكرانيا للشطرنج عامي 1997 و1998.
- فاز عام 2000 مع الفريق الأوكراني بالميدالية الذهبية في أولمبياد الشطرنج رقم 34 في إسطنبول.
- وفاز في عام 2001 مع الفريق الأوكراني بالميدالية الذهبية في بطولة فرق العالم للشطرنج.
- فاز ببطولة هولندا المفتوحة للشطرنج الخاطف عام 2005.
- فاز ببطولة إيسنت المفتوحة عام 2005.

## وصلات خارجية
- فلاديمير باكلان على موقع الاتحاد الدولي للشطرنج (الإنجليزية)
- فلاديمير باكلان على موقع مباريات الشطرنج (الإنجليزية)
- فلاديمير باكلان على موقع 365Chess.com (الإنجليزية)
- فلاديمير باكلان على موقع Chesstempo.com (الإنجليزية)
- فلاديمير باكلان سجل أولمبياد الشطرنج على موقع OlimpBase.org (الإنجليزية)